# 1558 en science
| Années de la science : 1555 - 1556 - 1557 - 1558 - 1559 - 1560 - 1561    |
| Décennies de la science : 1520 - 1530 - 1540 - 1550 - 1560 - 1570 - 1580 |

Cet article présente les faits marquants de l'année 1558 en science.

## Événements
- 23 avril-23 décembre : l'explorateur anglais Anthony Jenkinson voyage de Moscou à Astrakhan et Boukhara. Avec la permission du tsar il quitte Moscou et descend la Volga jusqu’à Kazan (13 juin) et Astrakhan (14 juillet), traverse la mer Caspienne (6 août) et rejoint la Perse. Il atteint Boukhara par Khiva. Il est de retour à  Moscou le 2 septembre 1559[1].

## Publications
- Conrad Gessner : Historiae animalium : liber IIII. qui est de Piscium & aquatilium animantium natura, Tigurii, apud Christoph. Froschoverum ;
- Hadrianus Junius :Adagia, 1558, manuel de linguistique ;
- Antonio Mizauld : De Arcanis Naturæ, Libelli quatuor. Editio tertia, Libellis duobus pulcherrimis aucta et locupletata. Lutetiæ (Paris): Jacobum Keruer, 1558.

## Naissances
- 9 décembre : André Dulaurens (mort en 1609), médecin français.

## Décès

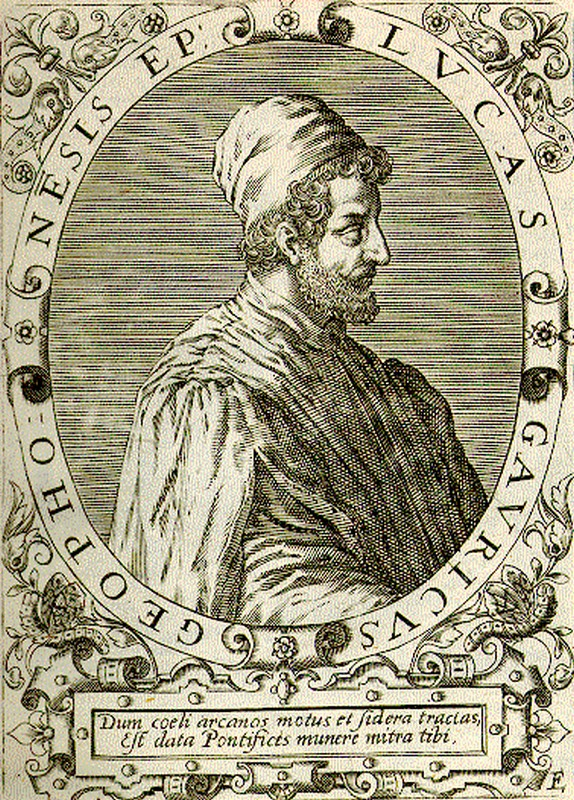
Luca Gaurico

- 15 février  : Francesco Bonafede (né en 1474), botaniste italien.
- 6 mars : Luca Gaurico (né en 1476), mathématicien, astronome - astrologue et évêque italien.
- 25 mars : Marcos de Niza (né vers 1495), explorateur franciscain.
- 26 avril : Jean Fernel (né vers 1506), astronome, mathématicien et médecin français.
- Avant le 18 juin : Robert Recorde (né vers 1510), mathématicien et physicien gallois, inventa en 1557 le signe égal (=).